# حلقه و رز
حلقه و رز (لهستانی: Pierścień i róża) یک فیلم موزیکال لهستانی به کارگردانی یژی گروزا است که در سال ۱۹۸۶ ساخته و در سال ۱۹۸۷ شد.

## گزیدهٔ بازیگران
- کاتاژینا فیگورا
- برنارد وادیش
- لئون نیمچیک
- زبیگنیف زاماخوفسکی
- یانوش روینسکی
- کریستینا تکاچ
- بوگوش بیلفسکی
- لودویک بنوآ
- آندژی پیچنسکی